# Bontkirchen
Bontkirchen ist eine Ortschaft im östlichen Sauerland. Die bis Ende 1974 selbstständige Gemeinde ist heute ein Stadtteil der Stadt Brilon im Hochsauerlandkreis, Nordrhein-Westfalen. Das Upland und das angrenzende Waldeck sind ebenfalls zum Teil im Gebiet der Gemarkschaft des Ortes.

## Geographie
Das im Tal der Itter gelegene Bontkirchen liegt unmittelbar an der Grenze zu Hessen, die in diesem Bereich entlang der Itter verlief. Östlich der Grenze liegt die zur Gemeinde Diemelsee gehörende Ortschaft Stormbruch, im Süden die Gemeinde Willingen. Die zum nordöstlichen Ausläufer des Rothaargebirges gehörenden Berge Großer Buttenberg 627,4 m und Örenstein 641 m trennen Bontkirchen von Hoppecke im Norden. Im Westen liegt der Hemberg 688,5 m und jenseits der Briloner Berge im Tal der Hoppecke Brilon-Wald.
Die Itter ist der größte Fluss in der Gemarkung. Sie durchfließt in überwiegend nordöstlicher Richtung die Ortschaft. Die Gemarkung verlässt sie auf einer Höhe von 384 m ü. NHN und mündet wenig später in den Diemelsee. Durch den ehemaligen Grenzverlauf entlang der Itter lag lange Zeit ein Teil der Ortschaft auf hessischem Gebiet in der Gemarkung Stormbruch der Gemeinde Diemelsee.

## Geschichte
Zur Entstehung des Ortsnamens Bontkirchen sind etliche Varianten bekannt. Ursprünglich besteht der Name aus einer Zusammensetzung von „-kirche“ und „Bȭbo“, das auf die Varianten „mnd. bȭve ‘Spitzbube’, mhd. buobe ‘Knabe’, nhd. Bube“ zurückgeführt wird. In der Literatur wird dazu die Deutung: ‘bei der Kirche des Bȭbo’ gegeben.
Als Bobbenkercken (auch: Bowenkerken, Bunkerken, Buntkerken, Bundtkerken Buntkirchen, Bunnkirchen, Bonnkirchen) wird das Dorf 1276 erstmals urkundlich erwähnt. Bontkirchen hat eine wechselvolle Geschichte, die aus der Grenzlage des Dorfes zwischen weltlichen und kirchlichen Grenzbereichen des Dorfes beruht. Zu nennen sind hierzu Probleme zwischen dem Erzbistum Paderborn und dem Erzbistum Köln und den weltlichen Herren, den Grafschaft Waldeck, den Herren von Padberg, der Stadt Brilon und zuletzt zwischen den Bundesländern Hessen und Nordrhein-Westfalen.
Simon I. von Lippe veranlasste 1276 als Erzbischof von Paderborn die Wiederbelebung der Pfarrei in Bontkirchen und bestimmte St. Vitus als Stiftungspatron. 1335 verzichtete Johan van deme Scharpenberge vor Graf Heinrich IV. von Waldeck auf sein Lehen zu Buwenkerken. In der Folgezeit erwarb das Kloster Bredelar nach und nach das Dorf. Die Mönche des Klosters erwarben 1347 und 1366 die Bontkirchener Güter der Herren von Scharfenberg. Die Herren von Padberg hatten 1373 dem Kloster ihre Rechte mit Kirchenlehen, Zehnten, Diensten und Burggericht überlassen. Am 1. April 1376 schenkten Heydenrich und Steven von dem Scharpenberge unter anderem alle ihre Kotstätten, das heißt, Bauernhäuser, zu Bontkirchen dem Kloster Bredelar. Nach längerer Zeit als Wüstung erfolgte ab 1497 erneut eine Besiedlung.
Die Grenze zu Waldeck führte immer wieder zu Streitigkeiten und Zwischenfällen. So wird berichtet, „dass 1540 ein Cort Molner aus Buntkercken in Brilon inhaftiert wurde, weil er angetrunken behauptet hatte, dass der Bontkirchener Hüttenhammer Eigentum des Grafen von Waldeck sei“. 1507 verzichteten die Herren von Padberg nach Spannungen am 4. Mai 1507 endgültig auf ihre Rechte in Bontkirchen. Die Mönche von Bredelar wurden endgültig Dorfherren, als der Zehnte 1521/27 von den Herren von Horhusen erlangt wurde. 
1564 wird zum ersten Mal von einem Schützenfest in Bontkirchen berichtet: Es fand eine Schlägerei während des „Schützenspiels“ auf dem Schießplatz zu Bontkirchen zwischen Heinrich Schmulling und dem langen Christian aus Heringhausen statt. Der frühe Ursprung der Bontkirchener Schützen ist vermutlich auf die notwendige Grenzsicherung zur Grafschaft Waldeck zurückzuführen.
Auch der Dreißigjährige Krieg hatte Auswirkungen auf die Bevölkerung. Die Bontkirchener Hütte hat den Krieg allerdings überstanden. Auf Veranlassung von Ferdinand von Bayern wurden von 1612 bis 1626 kirchliche „Visitationen“ durchgeführt. Für „Bonnkirchen“ wurde protokolliert: „Nun fanden sich Grenzdörfer die sich zu benachbarten protestantischen Pfarreien hielten. So war das Dorf Bonnkirchen zur Filiale des Waldeck'schen Kirchdorfs Heringhausen geworden; jetzt wurde aber Kloster Bredelar zur Wahrnehmung des Gottesdienstes in Bonnkirchen vermocht und die längst supprimierte Pfarrei daselbst wieder in's Leben gerufen.“ Der Briloner Richter Jacob Kannegießer berichtete am 15. Mai 1652, dass Bontkirchen zu diesem Zeitpunkt 3 Spannhöfe und 9 Kötter habe, früher waren es 7½ Spannhöfe und 15 Kötter gewesen.
Während der Regierungszeit des Clemens August von Bayern wurden 1732 die Diözesangrenzen geändert. Dadurch kam Bontkirchen aus dem Wirkungsbereich des Bistums Paderborn und wurde der Diözese Köln zugeordnet. Während der Zeit Napoleons kam Bontkirchen 1802 an die Landgrafschaft Hessen-Darmstadt. Nach dem Wiener Kongress 1816 gelangte das Herzogtum Westfalen und damit auch Bontkirchen an Preußen.
1819 gab es einen tödlichen Zwischenfall. Nachdem am 25. Oktober zwei Aschhütten durch ein fürstlich-waldecksches Militär-Kommando niedergerissen worden waren, wurde vier Tage später der mit dem Fällen von Kohlholz beschäftigte Christoph Köchling von einem waldeckschen Soldaten erschossen. 1830 erfolgte eine exakte Vermessung der Grenzen zur Beendigung der alten Grenzstreitigkeiten. 1844 wurde das Dorf dem Amt Thülen zugeordnet. 1864 sind 498 Einwohner im Ort registriert.
Am 29. März 1945 erreichten den ganzen Tag und die folgende Nacht unbewaffnete deutsche Soldaten Bontkirchen aus Richtung Brilon-Wald. Dort waren sie in ihrem Transportzug von durch Brilon-Wald fahrenden US-Truppen beschossen worden und geflohen. Die Soldaten kleideten sich vor dem Weiterziehen in einem Bekleidungslager der Organisation Todt, das sich in der Schützenhalle befand, ein. Die verbliebenen Bekleidungsstücke wurden zur Aufbewahrung in verschiedene Häuser gebracht und später angeblich ordnungsgemäß abgegeben. Am 3. April erschienen zum ersten Mal US-Truppen, um die im Dorf befindlichen ungefähr 50 Wehrmachtssoldaten zu einer Gefangenensammelstelle in Bredelar zu bringen. Am 4. April erreichten vier kleinere US-Einheiten das Dorf; eine dieser Einheiten verblieb über Nacht im Dorf und zog am Morgen weiter.
Im Zweiten Weltkrieg fielen 28 Bontkirchener als Soldaten, davon die meisten an der Ostfront, oder starben in Gefangenschaft.

### Neufestlegung Landesgrenze
Bereits seit Ende der 1950er Jahre strebte die Stadt Brilon eine Grenzänderung zur Gemarkung Stormbruch, ab dem 1. Januar 1972 ein Ortsteil der Gemeinde Diemelsee in Hessen, an. Dort befanden sich in der Willinger Straße sieben Wohnhäuser mit 22 Bewohnern, eine ehemalige Schreinerei, die Schützenhalle und der Rasensportplatz. Durch die Gebietsreform in Nordrhein-Westfalen wurde Bontkirchen am 1. Januar 1975 mit § 12 Sauerland/Paderborn-Gesetz ein Stadtteil von Brilon. Im Jahr 2009 wurde ein Staatsvertrag zwischen Hessen und Nordrhein-Westfalen über die Abgabe von 55 Flurstücken mit einer Fläche von zusammen 14 Hektar geschlossen. Als Ausgleich für den Gebiets- und Steuerkraftverlust zahlte Brilon an Diemelsee einen Betrag von 390.000 Euro. Am 1. November 2009 trat der Staatsvertrag in Kraft, wodurch hier keine Ortsteilung mehr vorliegt. Der bisher hessische Teil der Willinger Straße gehört seitdem offiziell zu Nordrhein-Westfalen. Für diese Lösung hatten sich die Bewohner jahrzehntelang eingesetzt.

## Politik

### Gemeindevorsteher
| - 1803–1817 W. Birkenhauer (Schultheiß) - 1823–1857 Caspar Schulte - 1858–1864 Josef Lange - 1864–1877 Friedrich Hennecke - 1877–1883 Wilhelm Lange - 1883–1895 Wilhelm Schilling - 1895–1901 Wilhelm Hennecke - 1901–1922 Josef Pack - 1922–1925 Franz Schulte | - Wilhelm Heckmann - Johann Bunse - (1946)–1952 Wilhelm Heckmann - 1952–1958 Lorenz Metten - 1958–1969 Wilhelm Schilling - 1969–1974 Franz Hahn - 1974–2009 Albert Brüne - Seit 2009: Dieter Marczyk |

### Wappen
Blasonierung
In Gold eine naturfarbene blaubedachte Kirche über einem von Silber zu Grün im Wellenschnitt schräg geteilten Schildfuß.
Beschreibung
Das am 1. Dezember 1954 genehmigte Wappen der Gemeinde Bontkirchen zeigt als Hauptmotiv die namengebende Dorfkirche. Der mit einer Wellenlinie geteilte Schildfuß weist auf die Itter hin, die hier die Grenze zu Waldeck bildet. Die Farben des Redenden Wappens sind frei gewählt.

## Kultur und Sehenswürdigkeiten

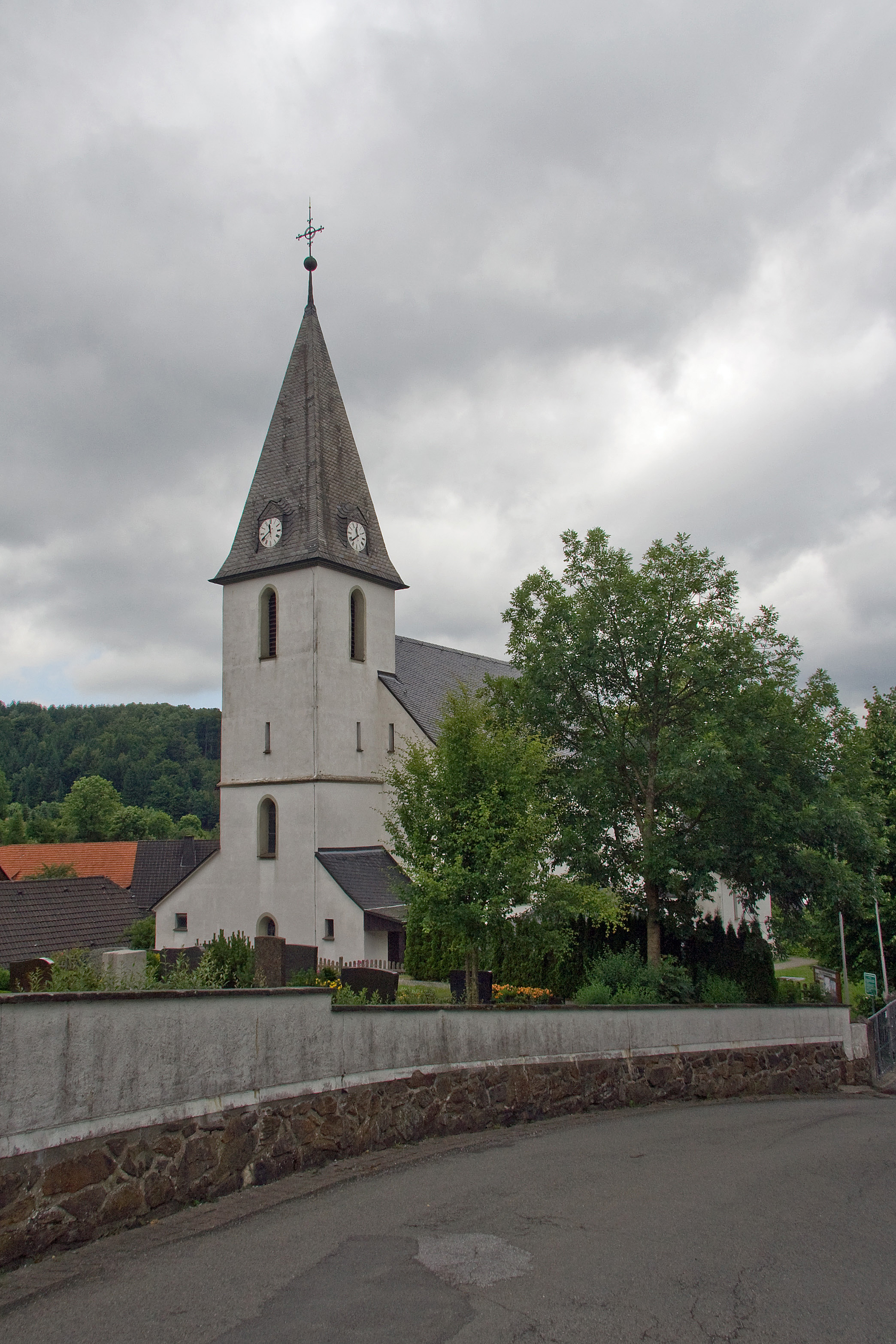
St.-Vitus-Kirche

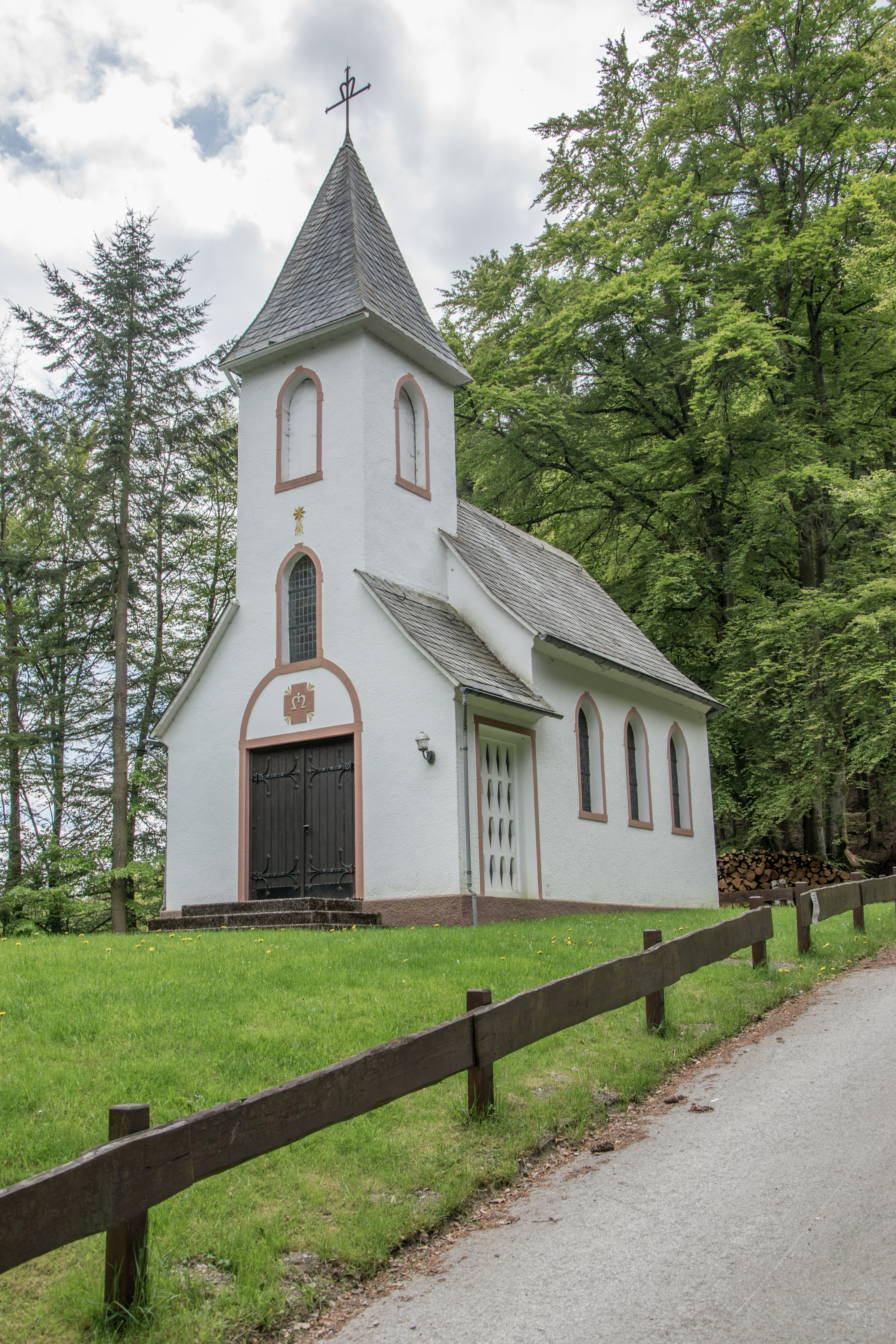
Kapelle St.Marien

### Bauwerke
- Kirche St. Vitus
- Marienkapelle am Hemberg
- Schützenhalle der St. Vitus Schützenbruderschaft Bontkirchen 1883 e. V.

### Regelmäßige Veranstaltungen
- Die Schützenbruderschaft St. Vitus 1883 e. V. Bontkirchen feiert alljährlich über Fronleichnam ihr Schützenfest.
- Der Skiclub Bontkirchen feiert alljährlich im Juli sein Sportfest.
- Der Musikverein Bontkirchen feiert alljährlich im August sein „Itterfest“
- Der Männergesangsverein „Cäcilia“ Bontkirchen feiert alljährlich zum 1. Mai sein Maifest
- Die Freiwillige Feuerwehr Bontkirchen feiert alle zwei Jahre ihr Herbstfest

## Verkehr
Bontkirchen liegt an der Landesstraße L 800 (NRW, in Hessen L 3393), die von Willingen zum Diemelsee führt. Die K 61 verbindet die Ortschaft mit Hoppecke.
Öffentlicher Personennahverkehr wird durch Linien des Unternehmens Westfalenbus Richtung Brilon und Marsberg abgewickelt. Im etwa acht Kilometer entfernten Willingen an der Bahnstrecke Wega–Brilon Wald befindet sich der nächste Bahnhof.